# Meld
Meld (1952-1977) est un cheval de course pur sang anglais. Elle remporte la Triple Couronne des pouliches en 1955, année où elle resta invaincue.

## Carrière de courses
Propriété de Lady Zia Wernher, alias Anastasia de Torby, aristocrate germano-russo-britannique qui l'a élevée dans le haras familial de Someries Stud, à Newmarket, Meld est entraînée par l'Irlandais Cecil Boyd-Rochfort qui, l'année où la pouliche débute, vient de cueillir un troisième titre de Champion Trainer en Angleterre. Meld n'y est pas pour grand chose, elle qui débute par une deuxième place en septembre à Newmarket, puis décroche son maiden un mois plus tard. 
En revanche, Boyd-Rochfort doit largement son quatrième titre à Meld qui, pour sa rentrée, remporte facilement les 1000 Guineas. Elle confirme en écrasant ses contemporaines de six longueurs dans les Oaks. Puis revient au mile dans les Coronation Stakes, et ne s'en montre pas moins dominatrice en pulvérisant à nouveau la compagnie, par cinq longueurs cette fois. Sa victoire la plus étriquée a lieu en septembre, lorsqu'elle domine les mâles, et notamment l'invaincu Nucleus, dans le St. Leger. Cette victoire est contestée par Lester Piggott, en selle sur Nucleus, qui se plaint d'une gêne, mais finalement le résultat est maintenu. Et Meld devient, après Formosa, Hannah, Apology, La Flèche, Sceptre, Pretty Polly et Sun Chariot, et avant Oh So Sharp, la seule à l'imiter par la suite, lauréate de la Triple Couronne des pouliches (1000 Guinées, Oaks, St. Leger). Elle prouva au passage, au-delà de son immense classe, une aptitude peu commune à passer d'une distance à l'autre. Elle se retire au haras à l'issue de cette saison parfaite où elle resta invaincue, établit un nouveau record de gains pour une jument et permit à son entraîneur d'être le premier à franchir le million de livres de gains. On pourra seulement regretter que Meld ne se présentât point au départ du Prix de l'Arc de Triomphe, où on aurait bien aimé la voir affronter le légendaire Ribot... 

### Résumé de carrière
| Date         | Hippodrome  | Pays        | Course            | Distance    | Jockey      | Place       | Écart       | Vainqueur ou deuxième |
| 1954, 2 ans  | 1954, 2 ans | 1954, 2 ans | 1954, 2 ans       | 1954, 2 ans | 1954, 2 ans | 1954, 2 ans | 1954, 2 ans | 1954, 2 ans           |
| ------------ | ----------- | ----------- | ----------------- | ----------- | ----------- | ----------- | ----------- | --------------------- |
| 30 septembre | Newmarket   | Royaume-Uni | Fall Stakes       | 1 000 m     | S. Smith    | 2e / 7      | 2           | Corporal              |
| 26 octobre   | Newmarket   | Royaume-Uni | Maiden            | 1 200 m     | Harry Carr  | 1er / 18    | 4           | Martial Law           |
| 1955, 3 ans  |             |             |                   |             |             |             |             |                       |
| 29 avril     | Newmarket   | Royaume-Uni | 1000 Guineas      | 1 600 m     | Harry Carr  | 1er / 12    | 2           | Aberlady              |
| 27 mai       | Epsom       | Royaume-Uni | Oaks              | 2 400 m     | Harry Carr  | 1er / 13    | 6           | Ark Royal             |
| 13 juillet   | Ascot       | Royaume-Uni | Coronation Stakes | 1 600 m     | Harry Carr  | 1er / 5     | 5           | Gloria Nicey          |
| 7 septembre  | Doncaster   | Royaume-Uni | St. Leger         | 2 920 m     | Harry Carr  | 1er / 8     | 3/4         | Nucleus               |

## Au haras
Meld a réussi une belle et importante carrière de poulinière. Elle est en effet la mère de :
- 1957 - Lysander (par Nearco), étalon influent en Australie.
- 1960 - Intaglio (par Tenerani), 
  - Deuxième mère de Easy Regent (par Prince Regent) : Critérium de Saint-Cloud.
  - Cinquième mère de Ramonti (par Martino Alonso) : Queen Anne Stakes, Sussex Stakes, Hong Kong Cup...
- 1961 - Mellay (par Never Say Die), tête de liste des étalons en Nouvelle-Zélande en 1973 et 1977
- 1963 - Charlottown (par Charlottesville) : Derby, Coronation Cup, 2e Irish Derby, St. Leger. Étalon en Australie.

Meld s'est éteinte en 1977, à 25 ans. Chaque année les Meld Stakes, un groupe 3 irlandais, lui rendent hommage. 

## Origines
Meld est une fille d'Alycidon, vainqueur de la Gold Cup en 1949 et considéré comme le meilleur stayer du 20e siècle par John Randall et Tony Morris dans leur livre de référence A Century of Champions. Brillant étalon, il fut aussi tête de liste en Angleterre et en Irlande en 1955, l'année des exploits de sa fille. 
Côté maternel, la famille ne manque pas de tenue non plus, puisque la deuxième mère, Doubleton, est une sœur d'un autre lauréat de Gold Cup, Precipitation, lui-même excellent étalon. Daily Double, la mère de Meld, se recommande aussi de son frère Dual (par Chanteur), resté dans les années comme père de mère de Three Troikas, lauréate du Prix de l'Arc de Triomphe en 1979.  

### Pedigree
| Origines de Meld (GB), jument baie née en 1952 | Origines de Meld (GB), jument baie née en 1952 | Origines de Meld (GB), jument baie née en 1952 | Origines de Meld (GB), jument baie née en 1952 |
| ---------------------------------------------- | ---------------------------------------------- | ---------------------------------------------- | ---------------------------------------------- |
| Père Alycidon 1945                             | Donatello 1934                                 | Blenheim                                       | Blandford                                      |
| Père Alycidon 1945                             | Donatello 1934                                 | Blenheim                                       | Malva                                          |
| Père Alycidon 1945                             | Donatello 1934                                 | Delleana                                       | Clarissimus                                    |
| Père Alycidon 1945                             | Donatello 1934                                 | Delleana                                       | Duccia di Buoninsegna                          |
| Père Alycidon 1945                             | Aurora 1936                                    | Hyperion                                       | Gainsborough                                   |
| Père Alycidon 1945                             | Aurora 1936                                    | Hyperion                                       | Selene                                         |
| Père Alycidon 1945                             | Aurora 1936                                    | Rose Red                                       | Swynford                                       |
| Père Alycidon 1945                             | Aurora 1936                                    | Rose Red                                       | Marchetta                                      |
| Mère Daily Double 1943                         | Fair Trial 1932                                | Fairway                                        | Phalaris                                       |
| Mère Daily Double 1943                         | Fair Trial 1932                                | Fairway                                        | Scapa Flow                                     |
| Mère Daily Double 1943                         | Fair Trial 1932                                | Lady Juror                                     | Son-In-Law                                     |
| Mère Daily Double 1943                         | Fair Trial 1932                                | Lady Juror                                     | Lady Josephine                                 |
| Mère Daily Double 1943                         | Doubleton 1938                                 | Bahram                                         | Blandford                                      |
| Mère Daily Double 1943                         | Doubleton 1938                                 | Bahram                                         | Friar's Daughter                               |
| Mère Daily Double 1943                         | Doubleton 1938                                 | Double Life                                    | Bachelors Double                               |
| Mère Daily Double 1943                         | Doubleton 1938                                 | Double Life                                    | Mère par Young Melbourne (famille 2-i)         |